# فانسبور
فانسبور هو نادي كرة قدم تركي أٌسس عام 1974.